# Selhariz
Selhariz is een plaats (freguesia) in de Portugese gemeente Chaves en telt 311 inwoners (2001).